# 藤岡和賀夫
藤岡 和賀夫（ふじおか わかお、1927年（昭和2年）11月3日 - 2015年（平成27年）7月13日）は、日本の広告プロデューサー。

## 人物・来歴
兵庫県で生まれ、3歳から東京で育つ。1946年に旧制東京高等学校（現・東京大学教育学部附属中等教育学校）を卒業後、東京帝国大学に進学する。1950年（昭和25年）、東京大学法学部（在学中に東京大学に名称変更）卒業後、電通に入社。国家公務員試験にも合格したが、小学校から大学の学部まで同じ3歳年上の兄が大蔵省に入省していた。「もう比べられたくない」と、好きな映像の仕事ができそうな企業を選んだ。
社会や生活者の価値観に向けて語りかける広告を。そんな"脱広告"の視点で世の中を見つめ、1980年（昭和55年）PR局長（役員待遇）に就く。電通きっての逸材だと高く評価する人もいたが、同時に電通きっての目立ちがり屋だと批判する人も少なくなく、毀誉褒貶が激しかった。1987年11月に退職。
以降はフリープロデューサーとして活躍し、「直伝塾」を創設し後進の育成に努めたほか、文化イベントを手掛けた。晩年は全国を訪ね歩き、消えゆく日本の美しい原風景や言葉を記録し、文献に残した。
2015年（平成27年）7月13日、心不全のため死去。87歳没。

## 手掛けた主なプロデュース
モーレツからビューティーフルへ
1970年（昭和45年）3月に発表されたこのコピーは、藤岡が、はじめて、"脱広告"を試み、そのことで一躍彼を有名にした。富士ゼロックスの広告なのだが、富士ゼロックスの商品宣伝はおろか企業をPRする言葉も一切ない。企業名が記されていなければ、どの企業の広告なのか、いや、このコピーが広告であることさえわからない。その意味では、文字通り"革命的"だった。
68、69、そして70年といえば、水俣病、イタイイタイ病、四日市ぜんそくなどに象徴される公害と、学生運動が全国的に吹き荒れた時代だった。「公害は生産第一主義のひずみだし、学生運動も、つまりは働け、働けのモーレツ主義に対する批判として生じたものなのですよ。要するに、60年代の私たち日本人を支配していた価値観だったモーレツ至上主義は、もはや時代に適応しなくなっている。これからは人間の時代だ、と。人間らしく生きようじゃないか、と。それを、私は"ビューティーフル"という新しい言葉によって訴えたのですよ」と藤岡は明かしている。
ディスカバー・ジャパン
国鉄は、当時（1970年）すでに累積赤字が8000億円になっており、72年には、1兆2000億円を突破すると推定されていた。そうした折に開催の大阪万博には、6000万人もが押し寄せ、国鉄はそのうち2200万人を運んだ。この万博にそなえて国鉄は、新幹線を中心に輸送能力を上げるために大改良を行い、約400億円の資金が投下されていた。だが、万博が終われば旅客は減り、当然ながら、累積赤字は増える。そこで、万博が終わっても、何とかして旅客数が減らないようにしたい。そのためのプランを練って欲しいとの注文が電通に入った。
この時、藤岡はAE（統括者）となってプロジェクトチームが編成され、セールスプロモーション、マーケティング、クリエイティブ局など各局から選ばれたスタッフが集まって、万博に匹敵するイベントを、金をかけずにつくりだす難問に取り組むことになった。そんなとき、藤岡が、イベント企画とはかけ離れた、ディスカバーというコンセプトを思いつき、彼はディスカバーを、日本語の旅という文字に重ね、「日本を見つける旅……ディスカバー・ジャパン。」をひねり出し、さらにサブタイトルとして「美しい日本と私」をつけた。「美しい日本と私」は、川端康成がノーベル文学賞を受賞したときの講演の演題「美しい日本の私」からとったものだが、作家の北條誠に「著作権法のうえから問題がある」といわれると、藤岡は、すぐさま、川端宅に出向いて、川端自身に、彼の演題と一字違いの広告用サブタイトルの命名者になってくれと頼み落とした。
ディスカバー・ジャパン・キャンペーンの最初の仕事は、一枚のポスターをつくることで、藤岡は「ふれあいの美しさ、あるいは悲しさ」をポスターのモチーフにあげていた。しかし、できあがった若い女性が熊手で木の葉をかき集めているポスターは、風景はどこともわからず、それどころか写真全体がひどくぶれていて、女性の容姿も落葉の一枚一枚もさだかでなかった。ディスカバー・ジャパンのタイトルが入っていなければ、何のポスターかもわからない代物だった。藤岡は首をひねったが、国鉄はOKを出し、結果としては、好評を博した。
ディスカバー・ジャパンのポスターは、それから月に一種類、全国の駅へ約7千枚貼られ、月に二種類、約2万枚の吊り広告が全国の国電の車内に貼られることになった。この効果もあり、万博の翌年、71年の乗客数の落ち込みは全くなく、そのせいか、当初3年間のキャンペーンだったはずが、7年間も続いた。
いい日旅立ち
ディスカバー・ジャパンに続く、国鉄のキャンペーン・パート2として企画され、当時最も売れていた歌手、山口百恵に同名の歌をうたわせた。作詞・作曲は谷村新司。54万枚売れ、山口の歌の中では横須賀ストーリーに次ぐ売り上げを記録した。
学びの出発
1974年（昭和49年）のオイルショックの直後に、当時ものすごい企業批判、とくに商社批判の十字砲火を浴びていた三井物産のために、その後ブームとなった生涯教育を先取りする形で、キャンペーン"学びの出発"をプロデュースする。
南太平洋キャンペーン
1977年（昭和52年）8月18日から15日間、藤岡は作詞家の阿久悠、カメラマンの浅井慎平、画家の池田満寿夫、横尾忠則、CBSソニーの酒井政利、評論家の平岡正明、京都大学教授の多田道太郎、イベント・プロデューサーの小谷正一と南太平洋の西サモア諸島に"旅"をした。もちろん、趣味の旅行ではなく、広告業務としての"旅"だった。だが、この"旅"はクライアントの要請によるものではない。いや、そもそもクライアントなるものがなかった。旅の費用一切は、資生堂とワコールが負担した。
ユニークな8人のユニークな旅は、やがて好奇心旺盛な週刊誌の標的となり、南太平洋、いや太平洋なる言葉とイメージが、次第に蔓延し始めた。そして、ある歌が爆発的にヒットした。「時間よ止まれ」歌手は矢沢永吉。この歌は資生堂のコマーシャルソングで、藤岡と一緒に南太平洋を旅した資生堂の小野田隆則ディレクターが、南太平洋の自然生活の中で発想したもので、藤岡の仕掛けの一つの結実だった。
1979年（昭和54年）の大晦日。日本のテレビ、ラジオは執拗に一つの歌を流し続けた。レコード大賞を受賞した「魅せられて」。歌手はジュディ・オング。この歌はエーゲ海に捧ぐという映画のキャンペーンのためにつくられたのだが、映画「エーゲ海に捧ぐ」を監督したのは池田満寿夫。「魅せられて」のディレクターは酒井政利。いずれも、南太平洋に旅した人物で、映画の制作費のかなりの部分をワコールが負担し、「魅せられて」はワコールのコマーシャルソングだった。仕掛け人はもちろん、いずれも藤岡である。
アンブレラ方式とよばれるこの手法は、まず、コンセプトづくりなる作業が先行し、そのコンセプトのキャンペーンのためのイベントが組まれ、そこにはじめてクライアントが参加し、それによって、さらに発展したイベントが次々に打ち出される。最初にクライアントありという従来の発想とは、まるで正反対で、まさに、"脱広告"　"自立した広告"だといえるものだった。

## 著書
- 『華麗なる出発 ディスカバー・ジャパン』毎日新聞社 毎日選書　1972年。
- 『現代軍師学心得』PHP研究所 1982年。 「現代プロデューサー心得」PHP文庫
- 『さよなら、大衆 感性時代をどう読むか』PHP研究所 1984年。のち文庫
- 『さよなら、戦後。 新しい表現社会の誕生』PHP研究所 1987年。
- 『藤岡和賀夫全仕事』全5巻　PHP研究所

1 (ディスカバー・ジャパン) 1987年。
2 (モーレツからビューティフルへ) 1988年。
3 (学びの出発) 1988年。
4 (南太平洋キャンペーン) 1988年。
5 (クロースアップ・オブ・ジャパン) 1989年。
- 『いい日、ひらめき。 時代の風をどう読むか』講談社 1988年。
- 『オフィスプレーヤーへの道』文藝春秋 1989年。
- 『時代の先を読む プランナーズ・アイ』PHP研究所 1990年。
- 『ニューバリューの時代 そのあけぼの』PHP研究所 1990年。
- 『ウォット・タイム・イズ・イット・ナウ いまはどんな時か?』PHP研究所 1992年。
- 『日本は黄昏 君ならどうする』PHP研究所 1995年。
- 『乱れ籠、七つ プロデューサーの発想法』ダイヤモンド社 1996年。
- 『考えて生きる 男の人生ノート』PHP研究所 1998年。
- 『あっプロデューサー 風の仕事30年』求龍堂 2000年。
- 『直伝寝た子起こし 現代プロデューサー心得帖』祥伝社 2002年。
- 『懐かしい日本の言葉ミニ辞典 NPO直伝塾プロデュースレッドブック』正続　宣伝会議 2003年。
- 『残したいね日本の風景 東北五十色 レッドブック〈絶滅のおそれのある懐かしい日本の風景〉』富田文雄撮影 宣伝会議 2006年。
- 『忘れがたき東京 レッドブック〈絶滅のおそれのある懐かしい日本の風景〉』杉全泰撮影 角川学芸出版 2008年。
- 『私には夢がある 2016年　東京が変わる』PHP研究所 2009年。

### 編著
- 『「直伝」プロデューサーの誕生』責任編集 日本経済新聞社 1996年。
- 『プロデューサーの精神』責任編集 実業之日本社 1997年。
- 『プロデューサーの前線』責任編集 実業之日本社 1998年。
- 『DISCOVER JAPAN 40年記念カタログ』編著 PHP研究所 2010年。